# Bodum

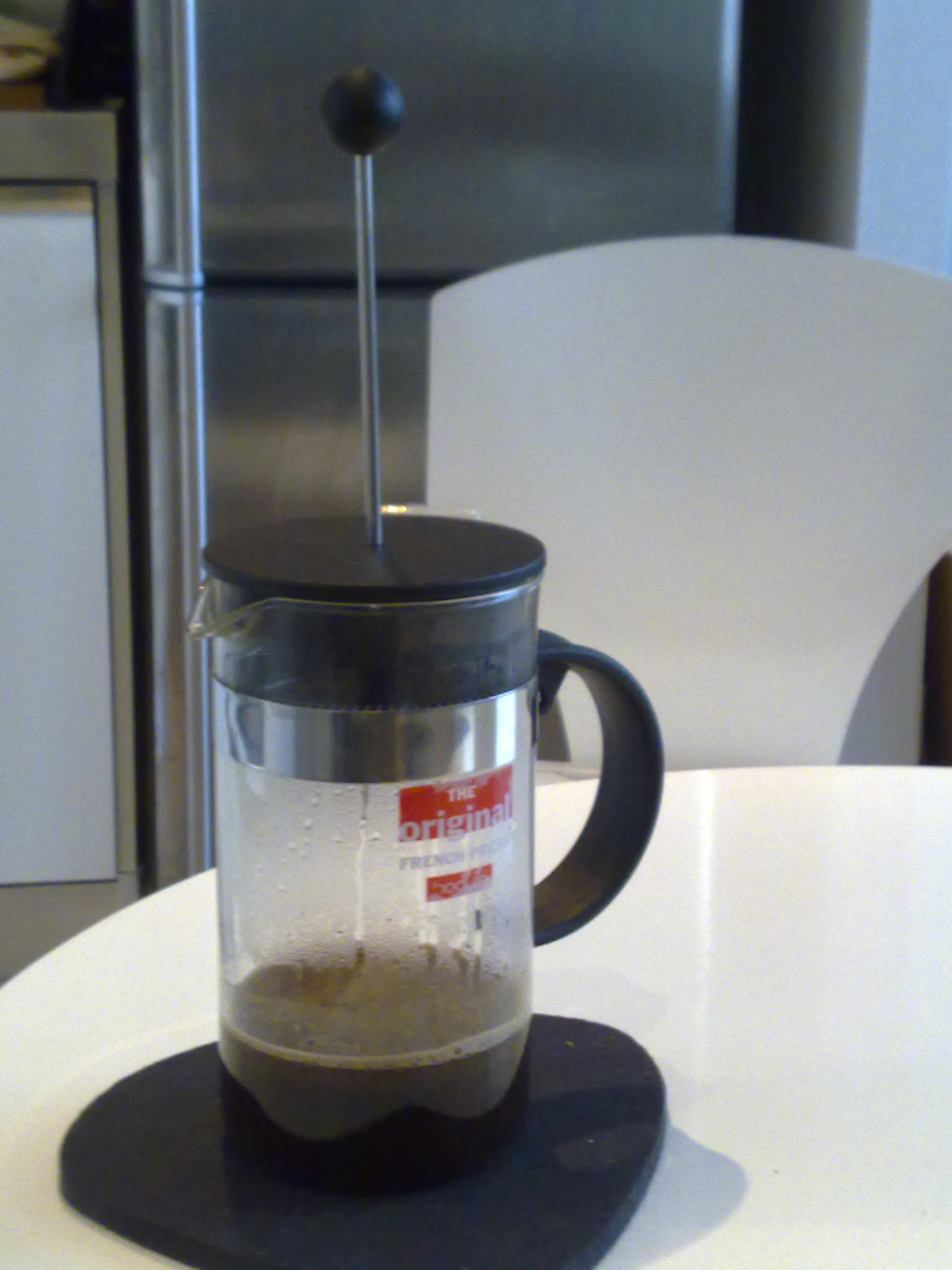
Cafetière à piston.

Bodum est une entreprise d'articles ménagers (notamment des cafetières à piston) fondée à Copenhague, au Danemark, par Peter Bodum en 1944. Depuis 1978, son siège est à Triengen, en Suisse. Elle s'est beaucoup développée à la fin des années 1980 en se positionnant dans le segment du design à prix abordable.
L'entreprise est aujourd'hui[Quand ?] présente dans 17 pays, et emploie plus de 600 personnes. Pour compenser le déclin de ses circuits de distribution, la marque danoise décide en 2014 d'élargir sa distribution aux hôtels, sandwicheries et enseigne d'électronique.